# Vârful Piatra Goznei, Munții Semenic
Vârful Piatra Goznei, cu o altitudine de 1.447 m, este cel mai înalt vârf din Munții Semenic. Din punct de vedere administrativ se găsește pe teritoriul județului Caraș-Severin.